# Gunlaug Ormstunges saga
Gunlaug Ormtunges saga (islandsk: Gunnlaugs saga ormstungu) er en islændingesaga, som menes at stamme fra slutningen af 1300-tallet.
Sagaen handler om trekantsdramaet mellem Gunlaug, Helga og Ravn. Gunlaug og Helga mødes da de er unge, og forelsker sig hurtigt og bliver forlovet. Gunlaug, som er ung, vil dog først ud på eventyr, før han gifter sig med Helga. Helgas far giver Gunlaug en tidsfrist på tre år. Hvis han inden da ikke er vendt tilbage vil forlovelsen blive opløst. Da Gunlaug kommer tilbage til Island, er de tre år allerede passeret, og Helga er nu forlovet til Ravn. Da de to bliver gift, såres Gunlaugs ære dybt, og hver gang Ravn og Gunlaug mødes, skændes de. Til sidst dør begge i en tvekamp, Helga gifter sig igen, og Gunlaugs brødre hævner ham.